# Lithops bromfieldii
Lithops bromfieldii L. Bolus è una pianta succulenta della famiglia delle Aizoacee, nativa del Sudafrica

## Descrizione
Come molti membri del genere Lithops somiglia ad un ciottolo quando non è in fiore. È color tanno e marrone rossastro e fiorisce in autunno, ma può anche essere verde, bianca, rossa o arancione.